# Kreuzkirche (Vierraden)

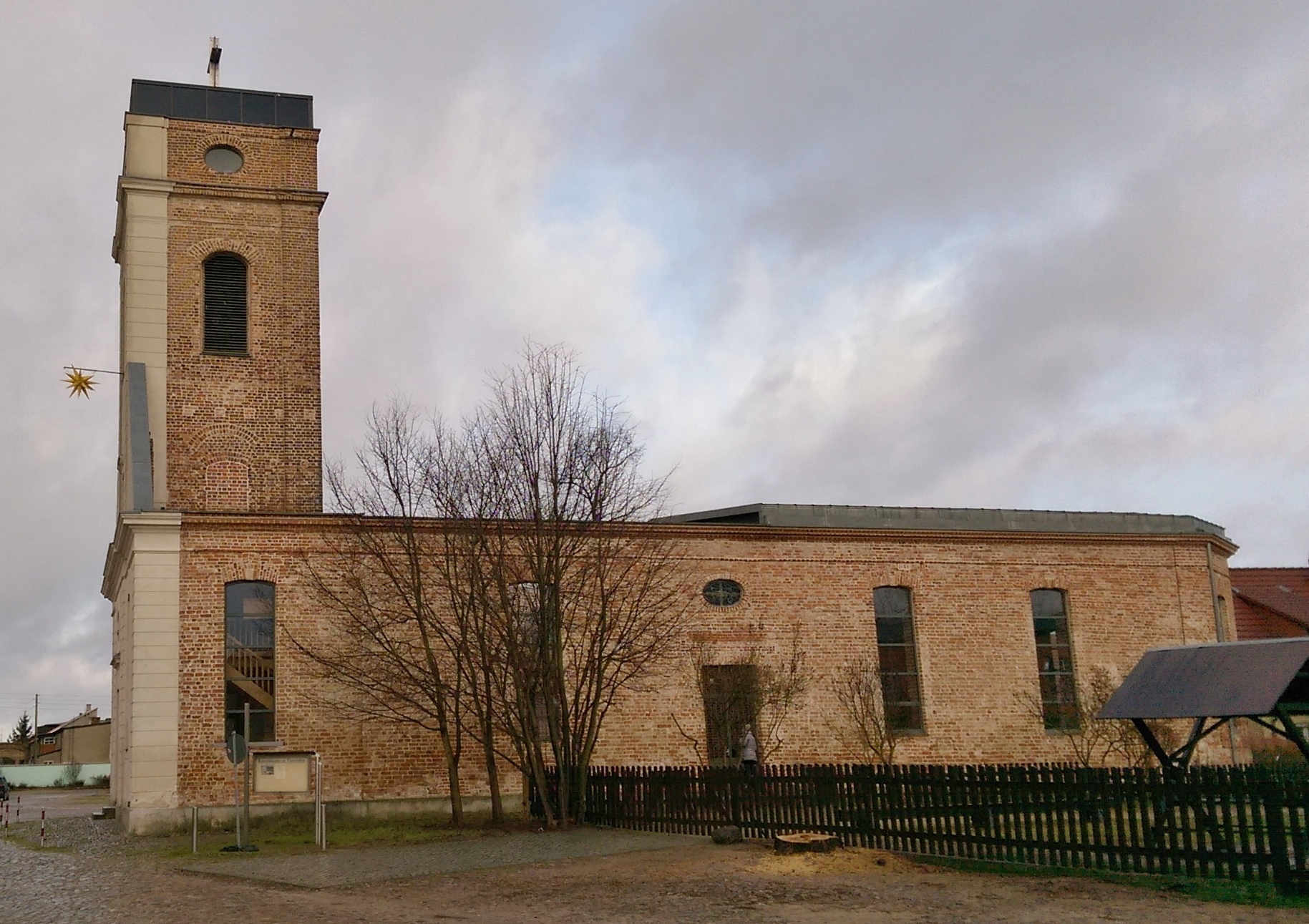
Kreuzkirche Vierraden

Die Kreuzkirche zu Vierraden wurde 1788 erbaut. Sie gehört zum Kirchenkreis Uckermark der Evangelischen Kirche Berlin-Brandenburg-schlesische Oberlausitz.

## Geschichte
Die mittelalterliche Stadtkirche von Vierraden fiel am 6. Juni 1787 einem Brand durch Blitzeinschlag zum Opfer. Markgraf Friedrich Heinrich als Kirchenpatron gab unverzüglich den Neubau in Auftrag.
Baumeister war der Landesbaumeister Georg Wilhelm Berlischky. Er errichtete eine rechteckige Saalkirche mit Turm im Stil des Frühklassizismus. Die Einweihung war am 21. Juli 1788, nur ein Jahr nach dem Brand. Um 1900 erfolgte eine weitreichende Umgestaltung.
Am 20. April 1945 brannte die Kirche nach einem Fliegerangriff aus. Sie blieb einige Jahrzehnte eine leere Ruine. 1959 erhielt sie ein provisorisches Dach, 1992 wurde sie unter Denkmalschutz gestellt.
Dem 1999 gegründeten Freundeskreis Kirchruine Vierraden e. V. gelang es, mittels Fördergeldern und Spenden den Wiederaufbau der Kirche zu organisieren.  Die Umfassungsmauern und der Kirchturm wurden ab dem Jahr 2000 wieder instand gesetzt. Die Kirche wurde am 11. Mai 2003 durch Landesbischof Wolfgang Huber wieder eingeweiht und bekam dabei den Namen Kreuzkirche. 2009 erhielt sie ein neues, flaches und damit nicht der ursprünglichen Form entsprechendes Dach, das rund zwei Drittel des Kirchenschiffs überdeckt.
Eine Glocke aus dem ebenfalls von Berlischky errichteten Berlischky-Pavillon in Schwedt, der von der französisch-reformierten Gemeinde als Gotteshaus genutzt wurde, hängt nun in der Kreuzkirche.
Die wiederhergestellte Kirche wird sowohl für Gottesdienste als auch für kommunale und kulturelle Veranstaltungen genutzt. Eine Glaswand mit einer Schiebetür trennt seit 2022 den unverdachten Bereich vom übrigen Langhaus ab.